# Ilex vacciniifolia
Ilex vacciniifolia là một loài thực vật có hoa trong họ Aquifoliaceae. Loài này được Klotzsch ex Reissek mô tả khoa học đầu tiên năm 1861.